# 亚玛撒
亚玛撒（希伯來語：עמשא）是以色列人以特拉和亚比该的儿子（撒母耳记下17:25），亚比该是大卫和洗鲁雅（约押之母）的姐妹。因此，亚玛撒是大卫的外甥，押沙龙和约押的表兄弟。
押沙龙立亚玛撒统领军队，代替他父亲的元帅约押。押沙龙叛乱平息后，大卫继续任命他为元帅（撒母耳记下19:13）。约押杀死了这个竞争对手（撒母耳记下20:10，列王记上2:5,32），如同他杀死押尼珥（撒母耳记下3:27）和押沙龙（撒母耳记下18:14）。 
在历代志下28:12，在国王亚哈斯在位时期，另有一位亚玛撒，是哈得莱的儿子，以法莲人的首领之一。
 本條目出自已經處於公有領域的：Easton, Matthew George. .  New and revised. T. Nelson and Sons. 1897.